# The Good in the Worst of Us
The Good in the Worst of Us és una pel·lícula muda de l'Éclair American protagonitzada per Alec B. Francis, Belle Adair i Frederick Truesdell. La pel·lícula, de dues bobines, es va estrenar l'11 de febrer de 1914.

## Argument
Morton, és el president d’un banc i impulsat per Watson, que vol expulsar-lo del banc, fa un desfalc. Es descobert i els propietaris del banc li diuen que o bé torna els diners o bé anirà a la presó. Morton es vol suïcidar però la seva taquígrafa, Mary Lane, ho impedeix. Ella demana consell al fill de Morton, que acaba de tornar de la universitat amb Joe, el germà de Mary. Bob i Mary, que estan enamorats intenten aconseguir els diners a costa de Watson. En una partida de cartes trucades contra Watson Bob aconsegueix prendre-li una quantitat considerable de diners. Joe s'assabenta d'això i intenta moure brega però és expulsat del club.
A casa seva, el vell Morton agafa una pistola per suïcidar-se. En aquest punt, un lladre s'acosta a la finestra i el veu amb l'arma aixecada i creient que el vol disparar a ell, aquest dispara abans i mata en Morton. El germà de Mary entra en aquest instant i per la forta tensió mental que pateix a causa dels seus deutes i de la visió del mort, es torna boig temporalment. S'imagina que l’ha matat ell i és detingut i jutjat.
Mentrestant, Mary investiga i descobreix que la bala va entrar per la finestra des de fora, que no podria haver estat disparada Joe. Ella i Bob declaren al judici però el tribunal no ho té en consideració. El lladre que va disparar el tret és a la galeria pres de remordiments durant el judici. Incapaç de controlar les seves emocions, en un moment crític del judici, crida que ell és el culpable. Se'l porta davant el jutge i explica la seva història. Joe és exonerat. Mentrestant, Bob, sentint-se culpable de les trampes fetes, torna els diners a Watson. Watson canvia d’opinió i sabent que ell també té certa culpa decideix usar aquests diners per rescabalar el desfalc del vell Morton. Joe marxa per començar la vida de nou a l'oest i Mary i Mary i Bob es casen.

## Repartiment
- Alec B. Francis (Henry Morton)
- Frederick Truesdell (John Watson)
- Belle Adair (Mary Lane)